# Martina Jäschke
Martina Jäschke, później Scheidewig i Fülle (ur. 6 maja 1960 w Halle) – niemiecka skoczkini do wody, złota medalistka olimpijska z Moskwy.
Reprezentowała barwy NRD. Zawody w 1980 były jego jedynymi igrzyskami olimpijskimi. Wywalczyła, pod nieobecność sportowców z części krajów tzw. Zachodu, złoty medal w skokach z wieży dziesięciometrowej. Zdobyła srebrny medal mistrzostw świata w 1978 w skokach z wieży oraz srebro mistrzostw Europy w 1981 w skokach z trzymetrowej trampoliny i w skokach z wieży dziesięciometrowej. 